# Jure Zrimšek
Jure Zrimšek (* 20. Januar 1982) ist ein ehemaliger slowenischer Radrennfahrer.

## Sportliche Laufbahn
Jure Zrimšek gewann 2002 eine Etappe bei der Olympia’s Tour und gewann bei der U23-Europameisterschaft die Bronzemedaille im Zeitfahren. Im selben Jahr wurde er auf der Bahn U23-Europameister im Punktefahren. Im Jahr darauf gewann er ein Teilstück der Slowenien-Rundfahrt und wurde Zweiter bei der U23-Zeitfahr-Europameisterschaft.
2004 gewann Zrimšek eine Etappe der Istrian Spring Trophy und entschied auch die Gesamtwertung für sich. Ein Jahr später wurde er Profi bei dem italienischen Professional Continental Team Acqua & Sapone. Nach zwei Jahren ohne Erfolg wechselte er zu dem slowenischen Continental Team Adria Mobil. In seiner ersten Saison dort gewann er das kroatische Eintagesrennen Memorial Nevio Valcic und den Prolog der dortigen Landesrundfahrt.
Anfang 2009 erklärte Zrimšek seinen Rücktritt, kehrte aber im Jahr darauf nochmals für drei Jahre in den Radsport zurück. 2010 gewann er Banja Luka-Belgrad. Sein letztes Rennen bestritt er im Mai 2012.

## Erfolge

### Straße
2002
- Europameisterschaft (U23) – Einzelzeitfahren
- eine Etappe Olympia’s Tour

2003
- Europameisterschaft (U23) – Einzelzeitfahren
- eine Etappe Slowenien-Rundfahrt

2004
- Gesamtwertung und eine Etappe Istrian Spring Trophy

2007
- Prolog Kroatien-Rundfahrt

2010
- Banja Luka-Belgrad I

### Bahn
2002
- Europameisterschaft (U23) – Punktefahren

## Teams
- 2001 KRKA-Telekom Slovenije (Stagiaire)
- 2002 Perutnina Ptuj-KRKA Telekom (Stagiaire)
- 2005 Acqua & Sapone-Adria Mobil
- 2006 Acqua & Sapone
- 2007 Adria Mobil
- 2008 Adria Mobil
- 2009 Adria Mobil (bis 30. Juni)
- 2010 Sava
- 2011 Sava
- 2012 Sava